# Superprestige veldrijden 1999-2000
Hier volgt een overzicht van de resultaten in de Superprestige veldrijden van het seizoen 1999-2000. De eerste wedstrijd werd gereden in Ruddervoorde op 24 oktober 1999, de laatste op 13 februari 2000 in Zwitserse Wetzikon. De 23-jarige Sven Nys won het eindklassement voor de 2de jaar op een rij.

## Puntenverdeling
Punten werden toegekend aan alle crossers die in aanmerking kwamen voor Superprestige-punten. De top twintig ontving punten aan de hand van de volgende tabel:
| Positie | 1  | 2  | 3  | 4  | 5  | 6  | 7  | 8  | 9  | 10 | 11 | 12 | 13 | 14 | 15 | 16 | 17 | 18 | 19 | 20 |
| Punten  | 30 | 25 | 21 | 18 | 16 | 15 | 14 | 13 | 12 | 11 | 10 | 9  | 8  | 7  | 6  | 5  | 4  | 3  | 2  | 1  |

## Kalender en podia
| Datum      | Locatie        | Eerste              | Tweede              | Derde               |         |
| ---------- | -------------- | ------------------- | ------------------- | ------------------- | ------- |
| 24/10/1999 | Ruddervoorde   | Sven Nys            | Richard Groenendaal | Adrie van der Poel  | details |
| 14/11/1999 | Asper-Gavere   | Richard Groenendaal | Sven Nys            | Mario De Clercq     | details |
| 28/11/1999 | Gieten         | Sven Nys            | Mario De Clercq     | Richard Groenendaal | details |
| 08/12/1999 | Silvelle       | Sven Nys            | Daniele Pontoni     | Bart Wellens        | details |
| 11/12/1999 | Hoogstraten    | Sven Nys            | Erwin Vervecken     | Richard Groenendaal | details |
| 12/12/1999 | Overijse       | Richard Groenendaal | Adrie van der Poel  | Mario De Clercq     | details |
| 27/12/1999 | Diegem         | Richard Groenendaal | Adrie van der Poel  | Sven Nys            | details |
| 30/12/1999 | Surhuisterveen | Sven Nys            | Bart Wellens        | Adrie van der Poel  | details |
| 24/01/2000 | Wetzikon       | Sven Nys            | Richard Groenendaal | Mario De Clercq     | details |
| 06/02/2000 | Harnes         | Richard Groenendaal | Sven Nys            | Mario De Clercq     | details |
| 13/02/2000 | Heerlen        | Richard Groenendaal | Daniele Pontoni     | Adrie van der Poel  | details |

## Eindklassement
| #   | Veldrijder          | Punten |
| --- | ------------------- | ------ |
| 1.  | Sven Nys            | 284    |
| 2.  | Richard Groenendaal | 278    |
| 3.  | Adrie van der Poel  | 207    |
| 4.  | Mario De Clercq     | 204    |
| 5.  | Bart Wellens        | 156    |
| 6.  | Peter Van Santvliet | 151    |
| 7.  | Erwin Vervecken     | 118    |
| 8.  | Tom Vannoppen       | 113    |
| 9.  | Daniele Pontoni     | 109    |
| 10. | Ben Berden          | 97     |